# NGC 2049
NGC 2049 est une vaste galaxie spirale située dans la constellation de la Colombe. NGC 2049 a été découverte par l'astronome britannique John Herschel en 1835.

## Caractéristiques
Sa vitesse par rapport au fond diffus cosmologique est de 3 064 ± 19 km/s, ce qui correspond à une distance de Hubble de 45,2 ± 3,2 Mpc (∼147 millions d'al).
À ce jour, quatre mesures non basées sur le décalage vers le rouge (redshift) donnent une distance de 66,525 ± 4,113 Mpc (∼217 millions d'al), ce qui est nettement à l'extérieur des valeurs de la distance de Hubble.
La classe de luminosité de NGC 2049 est I et elle présente une large raie HI.